# Torres de Santa Cruz
De Torres de Santa Cruz is een residentieel complex dat bestaat uit twee torens die staan in de Spaanse stad Santa Cruz de Tenerife. Ze werden ontworpen door de Spaanse architect Julián Valladares en werden gebouwd in de periode 2004-2006.
De torens zijn 120 meter hoog, de antennes niet meegerekend, en zijn daarmee de hoogste wolkenkrabbers op de Canarische Eilanden. Tot 2010 waren ze ook de hoogste residentiële gebouwen in Spanje. De gebouwen worden, samen met het Auditorio de Tenerife, beschouwd als een van de symbolen van de economische ontwikkeling van de eilandengroep en ook van de stad.

## Beschrijving
Het complex bestaat uit twee torens met een totale oppervlakte van 41.753 vierkante meter, waarvan er zich 9.613 vierkante meter ondergronds bevindt.
Een bijzonder detail is dat de gebouwen niet in een keer gebouwd werden. Toren I was afgewerkt in 2004 en toren II in 2006. De voorbereidende werken begonnen in 2001. Na de aanslagen op 11 september 2001 lag het bouwproject een paar jaar stil. Ook heeft elke toren een aparte aannemer gehad (Ferrovial voor toren I en Candesa voor toren II).

## Records
- De hoogste wolkenkrabbers in Santa Cruz de Tenerife en op de Canarische Eilanden
- Tussen 2004 en 2010 de hoogste residentiële gebouwen in Spanje, momenteel[(sinds) wanneer?] derde gerankschikt
- Op het moment van de constructie het achtste hoogste gebouw in Spanje, momenteel[(sinds) wanneer?] vijftiende
- De hoogste tweelingtorens in Spanje
- De eerste gebouwen op de Canarische Eilanden met grote antennes
- De hoogste gebouwen in Spanje die niet op het Iberisch Schiereiland liggen
- De eerste gebouwen op de Canarische Eilanden die op de lijst van hoogste wolkenkrabber in Spanje verschenen